# Per Nørgård
Per Nørgård, född 13 juli 1932 i Gentofte, död 28 maj 2025 i Köpenhamn, var en dansk kompositör.

## Biografi
Nørgård studerade för bland andra Nadia Boulanger. Han debuterade vid mitten av 1950-talet med orkesterverk som Sinfonia austera och Metamorfosi. Oratoriet Dommen (1962) och showen Babel (1966) är senare exempel på hans produktion, som också omfattar flera operor, kammarmusik och orgelverk.
Nørgård uppfann den musikaliska oändlighetsserien, som används i flera av hans verk.

## Priser och utmärkelser
- 1974 – Nordiska rådets musikpris för operan Gilgamesh
- 1975 – Ledamot nr 367 av Kungliga Musikaliska Akademien
- 1996 – Léonie Sonnings musikpris
- 2006 – Sibeliuspriset

## Verk (urval)

### Symfonier
- Symfoni nr 1 Sinfonia austera (1953–55)
- Symfoni nr 2 i én sats (1970)
- Symfoni nr 3 (1972–75)
- Symfoni nr 4 (1981)
- Symfoni nr 5 (1990)
- Symfoni nr 6 At the End of the Day (1998–99)
- Symfoni nr 7 (2006)
- Symfoni nr 8 (2011)

### Konserter
- Konsert för accordion Recall (1968)
- Cellokonsert nr 1 Between (1985)
- Cellokonsert nr 2 Momentum (2009)
- Harpkonsert nr 1 King, Queen and Ace (1988)
- Harpkonsert nr 2 through thorns... (2003)
- Pianokonsert Concerto in due tempi (1994–95)
- Slagverkskonsert nr 1 For a Change (1983)
- Slagverkskonsert nr 2 Bach to the Future (1997)
- Violakonsert nr 1 Remembering Child (1986)
- Violinkonsert nr 1 Helle Nacht (1986–87)
- Violinkonsert nr 2 Borderlines (2002)

### Operor
- Labyrinten (1963)
- Gilgamesh (1972)
- Siddharta (1974–79)
- Der Göttliche Tivoli (1983)
- Orfeus: Den uendelige sang (1988)
- Nuit des Hommes (1996)

### Utvalda andra verk
- Trio No. 1 (1955)
- Konstellationer (1958)
- Voyage into the Golden Screen (1968)
- Libra (1973)
- Turn (1973)
- Wie ein Kind (1979–80)
- Drømmesange (1981)
- I Ching (1982)
- Najader (1986)